# De kracht van vijf
De Kracht van Vijf (Engels: The Power of Five) is een boekenreeks over het bovennatuurlijke. De reeks wordt geschreven door de Engelse schrijver Anthony Horowitz. Het is een remake van de oude Pentagram-reeks, maar deze is nooit voltooid. Het vijfde boek, dat zowel in het Nederlands als Engels de naam Oblivion draagt, is het laatste deel en verscheen op 17 oktober 2013 in het Nederlandstalig gebied.

## Oude en nieuwe reeks
Volgens plan zou de oorspronkelijke Pentagram-reeks vijf boeken zijn geworden, maar Horowitz is er na het vierde boek mee gestopt. Later kreeg hij van de Belgische lezers van de Pentagram-serie de vraag of hij de reeks niet af kon maken. Toen is Horowitz begonnen met het opnieuw schrijven van de serie, omdat de Pentagram-boeken volgens hem al wat verouderd waren. Dat werd De Kracht van Vijf. Deze nieuwe reeks behield de grote lijnen van het verhaal, maar werd wel hedendaagser gemaakt. Het eerste van de vijf boeken van De Kracht van Vijf is eerst uitgegeven onder de naam Ravenpoort, daarna pas als Raven's Gate.
| Deel   | De Kracht van Vijf - naam | Pentagram - naam           | Originele Pentagram - naam |
| ------ | ------------------------- | -------------------------- | -------------------------- |
| Deel 1 | Raven's Gate              | Kernenergie voor de duivel | The Devil's door-bell      |
| Deel 2 | Evil Star                 | De Nacht van de Schorpioen | The Night of the Scorpion  |
| Deel 3 | Nightrise                 | De Zilveren Citadel        | The Silver Citadel         |
| Deel 4 | Necropolis                | De Dag van de Draak        | Day of the Dragon          |
| Deel 5 | Oblivion                  | Niet verschenen            | Niet verschenen            |

## Boeken

### Inhoud
10.000 jaar geleden hebben vijf kinderen - Matt, Inti, Sapling, Flint en Scar - de Ouden verslagen. Door hen op te sluiten onder het aardoppervlak en die plekken af te sluiten met gigantische, speciale poorten heeft de mensheid 10.000 jaar lang niets van hen te vrezen gehad. Bijna niemand herinnert zich nog wat er toen is gebeurd. Maar nu lijkt het erop dat de Ouden hun kracht terug aan het verzamelen zijn: ze willen uitbreken en een tweede keer proberen de mensen te onderwerpen. Volgens de heilige Jozef van Córdoba, bijgenaamd De Waanzinnige, zullen 5 kinderen dit terug moeten voorkomen. Nu is de tijd gekomen. De vijf kinderen beginnen hun krachten te ontdekken. Ze kunnen er niet voorbij: zij zijn degenen die de Ouden moeten bestrijden. Ze beseffen dat zij eigenlijk de reïncarnaties zijn van Matt, Scar en de anderen. Met die kennis en hun krachten moeten ze de strijd aanbinden.

### Raven's Gate
Dit boek gaat over Matt, de leider van de vijf. Matt heeft altijd geweten dat hij beschikt over ongekende krachten. Vanaf zijn achtste opgegroeid bij een tante omdat zijn ouders zijn omgekomen bij een verkeersongeval. omdat hij misdaden pleegt met zijn (vriend) Kevin wordt hij op zijn veertiende in het kader van een nieuw programma (het VONK-project) van kinderzorg naar het landelijke Yorkshire gestuurd. Daar is iets vreemd aan de gang. Hij gaat op onderzoek uit en komt achter een verschrikkelijk geheim: kwade machten staan op het punt de wereld binnen te dringen. Lang geleden zijn ze verdreven door vijf kinderen, maar nu bereiden duivelsaanbidders diep in het woud hun terugkeer voor. Tot ontzetting ontdekt Matt dat daarbij voor hem een bijzondere rol is weggelegd.

### Evil Star
Na zijn onthullende ervaringen bij Raven's Gate denkt de veertienjarige Matt Freeman dat het gevecht met het Kwade voorbij is. Toch duikt hij vrij snel in een nieuw, afschuwelijk avontuur als hij ontdekt dat er een tweede poort bestaat. Matt en zijn vriend Richard reizen naar Peru, waar ze aanwijzingen volgen naar de coördinaten van de tweede poort. Hierbij worden ze geassisteerd door een geheime organisatie, bekend als Nexus. Maar er is een verrader in Nexus. Daardoor is Matt Richard kwijt in Peru en is het heel moeilijk om hem terug te vinden.

### Nightrise
Jamie en Scott Tyler zijn een bijzondere tweeling: ze kunnen elkaars gedachten lezen en mensen beïnvloeden. Als Scott ontvoerd wordt door de mysterieuze Nightrise-organisatie, blijft Jamie alleen achter en wordt hij van moord beschuldigd. Tijdens zijn zoektocht naar zijn broer krijgt hij onverwachte hulp van de Washoe-indianen. Hij komt in contact met de andere poortwachters en vecht mee in het allereerste gevecht tegen de Ouden.

### Necropolis
Hongkong is in handen gevallen van de Ouden en veranderd in Necropolis, de dodenstad. Alleen de vijf poortwachters kunnen het eind van de wereld voorkomen, maar dan moet hun vijfde lid, Scarlett, wel gevonden worden. Koortsachtig gaan Matt en de drie anderen op zoek naar Scarlett, die gevangen wordt gehouden in de dodenstad, waar waterplassen zijn veranderd in bloedplassen en geesten, demonen en afzichtelijke wezen de straten onveilig maken. De enige manier om Scarlett te redden is een geheime deur vinden in de Man Mo-tempel en daardoor ontsnappen.

### Oblivion
Matt, Pedro, Scott, Jamie, Scarlett. De vijf poortwachters hebben elkaar eindelijk gevonden en zijn ontsnapt uit Hong Kong. Alleen samen kunnen ze de strijd aanbinden tegen het kwade. Een superhevige storm kondigt het begin van de ondergang aan. Nu is het aan de vijf Poortwachters om de wereld van de ondergang te redden. Ze bevinden zich in Oblivion: een verlaten landschap waar de laatste menselijke overlevers het ultieme gevecht moeten leveren.

## Personages

### De Vijf Poortwachters
- De eerste van de Vijf is Matthew Freeman. Hij vraagt iedereen om hem gewoon Matt te noemen en zo stelt hij zich ook altijd voor. Dat komt doordat hij een hekel aan zijn volledige naam heeft. Matt zijn kracht is telekinese: iets beïnvloeden met behulp van je gedachten. Matt kan onder andere dingen in brand laten vliegen en doen ontploffen. Zo kan hij bijvoorbeeld deuren uit hun scharnieren laten vliegen, hij kan kogels laten omdraaien en hij kan vazen laten ontploffen. Dit kan echter niet altijd. Wanneer hij (in zijn hoofd) aangebrande toast ruikt: het ontbijt van de morgen op de dag dat zijn ouders verongelukt zijn, dreigt er gevaar te zijn. Dat was op zijn achtste. Toen woonde hij in Londen, maar daarna is hij bij zijn oudtante Gwenda Davis en haar man gaan inwonen. Matt had meegedaan aan inbreken in een pakhuis, en werd daarna door de politie naar het VONK-project gestuurd. De vrouw die daar voor hem zorgde, was zijn tegenstander. Later is hij naar Peru gegaan. Hij is nog een hoofdpersoon in het tweede boek, maar niet meer in het derde. Daar komt hij maar even aan het woord. In boek 4 is hij terug een hoofdpersonage. Wanneer hij dan Scarlett ontmoet, weet hij al dat hij aan haar gehecht zal raken, want haar avonturen in Hongkong doen hem denken aan die van Raven's Gate. Hij is samen met Lohan door de deur in de Tai Shan Tempel gegaan. Zijn incarnatie van 10.000 jaar geleden heette ook Matt.

- Pedro is de tweede van de Vijf. Zijn echte naam is niet Pedro, maar toen op zijn achtste zijn dorp onder water kwam te staan, is hij zijn echte naam vergeten. Sindsdien woonde hij in Lima, de hoofdstad van Peru. Pedro's kracht is genezen: iedereen die in zijn buurt is, wordt niet ziek. Hij behandelde Matt toen die aangevallen was door de Ouden en Scott omdat zijn denken wat is aangetast door Nightrise. Pedro is een hoofdpersoon in boek 2. In boek 4 is hij ofwel alleen ofwel met Richard en Scarlett door de deur in de Tempel gegaan. 10.000 jaar geleden heette hij Inti Raymi (dit is de Azteekse god van de zon)

- De derde en vierde van de Vijf zijn een tweeling: Jamie en Scott Tyler. Hun afkomst is niet bekend, maar het gesuggereerd dat ze van een Noord-Amerikaanse indianenstam afstammen, meer bepaald Wasshoes. Hun kracht is telepathie, maar zij kunnen iemands gedachten lezen. Ze dringen als het ware zijn/haar hoofd binnen en kunnen dan zien waar die persoon allemaal aan denkt. Scott is in boek 3 gemanipuleerd door Nightrise zodat zijn handelingen niet meer helemaal helder zijn. Daarom vertrouwt Matt hem niet helemaal, hoewel hij dat niet laat zien. Jamie en Alicia McGuire hebben Scott gered. Jamie en Scott zijn hoofdpersonages in boek 3. Jamie en Scott zijn samen door de deur van de Tai Shan Tempel gegaan. Ze heetten 10.000 jaar geleden Sapling - Jamie - en Flint - Scott.

- Scarlett Adams is de vijfde van de Vijf en, zoals Matt zegt, ook een van de krachtigste. Ze wordt geïntroduceerd op het einde van boek 3, het laatste hoofdstuk. Scarlett, of Scar, zoals ze vaak genoemd wordt, is ook geadopteerd. Haar echte achternaam en ouders zijn onbekend. Waarschijnlijk is ze van half-Chinese afkomst. Ze woonde in Londen en maar een paar straten verder van het oude huis van Matt. Scar is het hoofdpersonage in boek 4, samen met Matt. Ze worden in het laatste hoofdstuk met elkaar verenigd. Daar vertellen ze elkaar hun avonturen, en Matt komt erachter dat de hare in Hongkong hem doen denken aan die van hem in Engeland. Als ze naar de Tempel gaan om door de deur te lopen, begrijpt Matt dat Scar de orkaan heeft opgeroepen. Dan komen ze erachter dat de kracht van Scar inhoudt dat ze het weer kan beïnvloeden. In de Tempel wordt Scarlett nog neergeschoten door iemand van Nightrise, in haar hoofd. Ze is dan samen met Richard door de deur gegaan, terwijl ze bewusteloos was. Mogelijk is Pedro ook met hen meegegaan, dit is echter niet duidelijk. Of Scarlett terug bijkomt, overleeft of sterft is niet bekend: dat zal in boek 5 onthuld worden.

### Helpers van Poortwachters
- Richard Cole is journalist en werkte in boek 1 voor de Courant van Groot Maluwe. Later, wanneer hij Matt uit Omega Eén heeft gered, is hij daar ontslagen. Hij is samen met Matt naar Peru gegaan en later ook naar Hongkong. Hij is samen met Scarlett (en misschien Pedro) door de deur gegaan. Richard is het belangrijkste hoofdpersonage op de Vijf na.
- Nexus is een groep mensen die 12 leden telt. Zij zijn op de hoogte van het bestaan van de Ouden. Nathalie Johnson is de enige Nexus die in de vier boeken verschijnt (in boek 1 als 'een roodharig lid van Nexus'). In boek 1 was professor Sanjay Dravid lid van Nexus, maar die is aan het einde van Raven's Gate vermoord door een pterosauriër. In boek 2 is de verrader, Fabian, vermoord door Rodriguez. Zij zijn later vervangen. Hier een lijst met de belangrijkste leden. Er zijn nog acht andere.

| Naam             | Beroep             | Opmerking              |
| ---------------- | ------------------ | ---------------------- |
| Susan Ashwood    | ?                  | Medium                 |
| Nathalie Johnson | Computerbedrijf    | Vrouwelijke Bill Gates |
| David Tarrant    | Politie-inspecteur | /                      |
| Mr Lee           | Triad              | /                      |

- De Inca's en de Noord-Amerikaanse Indianen staan aan de kant van de Poortwachters en helpen ze regelmatig. De Inca's helpen Matt en Pedro om het boek van de Heilige Jozef van Córdoba, de Waanzinnige Monnik, in handen te krijgen. Ze beschermen hen ook Matt en Pedro in Lima en op de hacienda van professor Chambers. De Indianen helpen Jamie ontsnappen uit de gevangenis in boek 3 en zorgen voor hem wanneer hij buiten bewustzijn is.
- Alicia McGuire is een Amerikaanse die meespeelt in boek 3. Ze helpt Jamie zoeken naar zijn broer Scott en is zelf op zoek naar haar zoon, die 6 maanden geleden is ontvoerd. Ze is bevriend met senator Trelawny en kan daarom nogal veel gedaan krijgen van hem. Ze helpt Jamie en Scott ontsnappen door de deur in de grot naar Cuzco.
- Han en Lohan Shan-Tung zijn leden van de Chinese Triaden. Han zorgt voor de overtocht van Macau naar Hongkong en Lohan helpt Scarlett en de anderen dan ontsnappen uit Hongkong door de deur in de Tai Shan Tempel. Lohan gaat met Matt mee door de deur.
- Prof. Joanna Chambers speelt mee in boek 2 en een stukje in boek 4. Ze is een professor gespecialiseerd in de Nazca-lijnen in de Nazca-woestijn. Ze laat Matt en de anderen op haar haciënda logeren voor zolang dat nodig is. In boek 4 wordt ze vermoord door de Ouden.

### Tegenstanders van Poortwachters
- De Ouden zijn de belangrijkste tegenstanders van Matt, Scarlett, Pedro, Jamie en Scott. Ze zijn de enige tegenstanders die in de 4 boeken terug meespelen. Het zijn grote monsters die zich kunnen vervormen. Zo kunnen tientallen vliegen samen een ridder of andere slechterik maken en die ook van alles laten doen. Hun koning Chaos wordt zo genoemd omdat hij erop gebrand is om de hele wereld te onderwerpen en hem zo naar zijn hand te zetten, wat een chaos zou worden. In boek 1 konden ze net niet door de poort (Raven's Gate) geraken, maar in boek 2 is hen dat wel gelukt. Toen heeft Matt Chaos verwond, waardoor de Ouden een tijd buitenspel gezet zijn. Op het einde van deel 4 komt Chaos nog even terug, wanneer hij in zijn ijspaleis zit en de vordering in Hongkong bekijkt. Dan weet hij dat de Vijf Poortwachters terug gescheiden zijn wanneer ze door de deur zijn gegaan.
- Jayne Deverill is een tegenstander in Raven's Gate. Zij is degene die eigenlijk Matt moest huisvesten terwijl hij meedeed aan het VONK-project. Dat was op een boerderij vlak bij Klein Maluwe. Deverill kon ervoor zorgen dat de wegen van het kruispunt terug naar het kruispunt leidden. Ze is later door Richard bij Omega Eén in een zuurbad gegooid, en zo gestorven. Jayne Deverills helper Noach was de tweede tegenstander van Matt. Hij moest erop toezien dat Matt er niet vanonder muisde. Later is hij door een gat van een schuur naar beneden gevallen, recht op een zeis. Hij was op slag dood. De kat Asmodeus was Deverills kat. Asmodeus was een ongelijke strijd voor Matt omdat de kat onsterfelijk was. Het leek of hij even dood was, en sprong toen terug recht alsof er niets gebeurd was.
- Sir Michael Marsh deed eerst of hij Matt wilde helpen, maar dat was maar schijn. Hij wilde, net als Deverill en de rest van de mensen van Klein Maluwe, dat de Ouden terug op de wereld zouden komen. Hij is door de Ouden zelf vermoord. Chaos heeft hem geplet.
- Diego Salamanda was diegene die in Evil Star het boek van de waanzinnige Monnik, Jozef van Córdoba, voor de ogen van Nexus heeft laten stelen (wat een leven kostte). Later heeft Matt dat boek van Salamanda gestolen en Salamanda is toen gestorven.
- Susan Mortlake was iemand van Nightrise. Ze was gestationeerd in Los Angeles. Ze heeft Scott zo laten manipuleren dat hij senator Trelawny ging vermoorden. Dat heeft ertoe geleid dat Scott nog altijd niet helemaal genezen is. Ze is in leven gebleven.
- De Voorzitter wordt in de boeken nooit bij naam genoemd, die is onbekend. Iedereen noemt hem altijd Meneer de Voorzitter, waarbij 'voorzitter' altijd met een hoofdletter geschreven wordt. Hij is ongenadig en werkt met heel zijn hart en ziel voor de Ouden. De Voorzitter wilde Matt blind laten maken voor de ogen van Scarlett, zodat zij daar gek van zou worden. Hij heeft met niemand medelijden, niet met Paul Adams - Scars vader - die ook voor Nightrise werkte, en ook niet met Pater Gregory, die ook gestorven is. De Voorzitter is nooit in een boot gestapt, omdat een zigeunerin ooit heeft voorspeld dat hij daarin zijn dood zou vinden. In het laatste hoofdstuk van Necropolis, Tai Fung, zag hij door het raam van The Nail een sampan aan komen vliegen. Die sampan is door de ruit gevlogen, heeft de Voorzitter geraakt en de man dan door het raam geworpen. De voorspelling is uitgekomen.
- Pater Gregory was vroeger monnik in Oekraïne, maar heeft zich daarna tot de Ouden gericht. Hij wilde Scarlett gevangennemen, wat mislukt is, en later is hij daarvan in Hongkong de Voorzitter op de hoogte gaan stellen. Toen heeft hij zich op aanraden van die man door het raam op de 66e verdieping van The Nail naar beneden gestort.
- Audrey Cheng was iemand die voor de Ouden werkte. Ze was diegene die Scar in Hongkong rondleidde. Later is ze vermoord door de helpers van Lohan.
- Karl, de chauffeur van Scarlett.
- Waarschijnlijk is de belangrijkste (menselijke) tegenstander van de Poortwachters The Nightrise Corporation of kortweg Nightrise. Het hoofdkantoor is in Hongkong, op de 66e verdieping van The Nail (De Nagel). Daar is de Voorzitter gestorven. Er zijn 12 kwartieren verspreid over de hele wereld, waarvan één in LA. Daar zit Susan Mortlake. Nightrise werd geholpen (soms onrechtstreeks) door Salamanda, Cheng, Marsh, Deverill en anderen. Wie de nieuwe voorzitter wordt, is nog onbekend.

## Trivia

### Raven's Gate (1)
- In Raven's Gate zegt Fabian van Nexus dat hij getrouwd is en 3 kinderen heeft, maar in Evil Star zegt hij dat hij niet getrouwd is en geen kinderen heeft.
- In boek 1 heeft Matt een visioen waarin het hoofd van Salamanda 'Een van de Vijf' zegt.

### Evil Star (2)
- In Evil Star staat dat Jamie, Scott en Scarlett alle drie wit haar hebben, maar eigenlijk hebben Jamie en Scott geen wit haar, en heeft Scarlett zwart haar.
- Pedro kent in boek 2 géén Engels. Sinds het einde van Evil Star heeft Pedro al wat Engelse woorden geleerd. Ze communiceren vooral nog in hun droomwereld. In de oorspronkelijke serie spreekt Pedro echter vloeiend Engels.

### Nightrise (3)
- In de tijd tussen Nightrise en Necropolis zijn de vijf kinderen allemaal 15 jaar geworden, maar het is niet duidelijk of ze op dezelfde dag geboren zijn, al is dat wel aannemelijk.
- Scarlett werd al geïntroduceerd in boek 3, hoewel dat eigenlijk pas in boek 4 moest gebeuren. Het laatste hoofdstuk van Nightrise, waarin ze voor het eerst voorkwam, is een soort van preview omdat dit fragment zich pas afspeelt wanneer een vierde van het boek al voorbij is.

### Necropolis (4)
- Necropolis is het eerste boek van Anthony Horowitz waarin een meisje de hoofdrol speelt.
- In Necropolis krijgen Matt en Jamie een valse naam wanneer ze de grens overgesmokkeld worden. Matt krijgt de naam Martin Hopkins en Jamie de naam Nicholas Helsey. Dit zijn echter de namen van die personages in de oorspronkelijke Pentagram-serie.
- Necropolis wordt eigenlijk in 2 delen verdeeld. Het ene deel maakt Scarlett mee, en het andere deel maakt Matt mee. In boek 4 zoeken de Poortwachters elkaar ook voor de eerste keer.
- In Raven's Gate zegt Matt tegen Deverill dat hij nooit gerookt heeft, maar in Necropolis schrijft hij in zijn dagboek dat hij wel degelijk een korte tijd heeft gerookt, samen met Kelvin Johnson.
- In het eerste en tweede deel wordt er gemeld dat er bij Nexus al een vervanger is voor Dravid en Fabian. In Necropolis echter, zijn er dan opeens toch maar 10 leden.
- Ook in Necropolis hebben Matt, Jamie, Scott, Pedro en professor Chambers het over 25 deuren. In het volgende hoofdstuk logeert Scarlett op de kamer van haar vader, met het nummer 1213 op de deur.

### Oblivion (5)
- In Dubai merken Richard Cole en Scarlett een groot naaldvormig gebouw op, dan wanhopig in de hemel lijkt te proberen prikken. In boek drie van de Pentagram-serie draait een groot deel van het verhaal ook om dit gebouw, dat "De Piek" genoemd wordt, al staat het dan in de Verenigde Staten en blijkt het door een transformant (een van de ouden die zich als mens voordoet) te zijn ontworpen. Daar is het bouw ook gebaseerd op een injectienaald, want een groot deel van het boek draait om drugs, en hoe Scott daarmee wordt gemanipuleerd.